# 三锌化五钙
三锌化五钙是一种金属间化合物，化学式为Ca5Zn3，它是钙的锌化物之一。它具有Cr5B3结构，可由锌和钙在铁坩埚内共熔得到。
该化合物中同时存在Zn24−和Zn2−，电子结构为[Ca2+5(Zn-Zn)4−Zn2−]·4e−。